# Sam Hollis
Sam W. Hollis (Nottingham, 1866 – Bristol, 17 aprile 1942) è stato un allenatore di calcio inglese.
Hollis non ha avuto inizialmente grandi esperienze calcistiche, avendo lavorato agli uffici postali prima di fare l'allenatore. Fu ingaggiato come manager del Woolwich Arsenal nel 1894.